# Katar (Dolch)

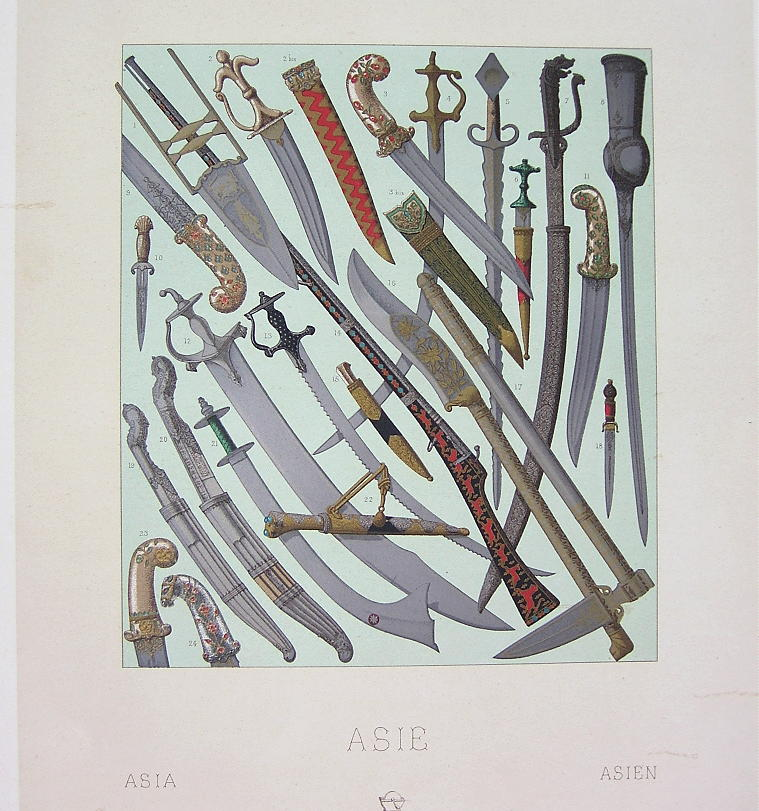
Auguste Racinet: Übersicht der typischen Handwaffen von indischen Kriegern

Der Katar (Hindi: कटार IAST kaṭār; etliche weitere Begriffe siehe Benennungen) ist ein indischer Faustdolch. Die Grundform des Katars hat eine Klinge in Ochsenzungenform (deltaförmig). Das Wort Katar bedeutet in etwa „Stoßdolch“, was sich in Bezeichnungen wie englisch push-dagger oder punch-dagger wieder findet. Die Waffenart war in Indien und Pakistan verbreitet.

## Aussehen
S. W. Fallons New Hindustan-English Dictionary beschreibt den Katar wie folgt:

„Urdu katar, defined as a dagger having a broad straight blade, the hilt of which comes up on either side of the wrist, while it is grasped by a crossbar in the centre.“

„Urdu katar bezeichnet einen Dolch mit breiter gerader Klinge, dessen Griffstück beidseitig des Handgelenks nach oben verläuft und in der Mitte an einem Querstück gegriffen wird.“

Der Katar-Dolch hat eine prägnante Grundform. An der Klinge befindet sich ein Griffstück, das in der Regel zwei runde Querstücke hat, die zwischen zwei Längstreben angebracht sind und mit der Klingenverbindung eine Art Griffkasten bilden. Durch das Griffstück wird die Klinge zur Verlängerung des Unterarms, den die Streben gleichzeitig schützen. Die Klinge ist keilförmig und geschwungen, in Ochsenzungenform mit beidseitigen Schneiden und gewöhnlich in der Mitte verdickt. Mit der Spitze konnten Ringe einer Kettenrüstung durchstoßen und gebrochen werden. Die Klingenlängen liegen meist zwischen 20 cm und 45 cm. Neben einfachen Ausführungen für Soldaten wurden Katare auch als Kunstgegenstände mit aufwendigen Gravuren, mit Gold- oder Silbereinlagen, mit Edelsteinbesatz sowie mit farbigen Emailarbeiten hergestellt und auf Ausstellungen präsentiert.

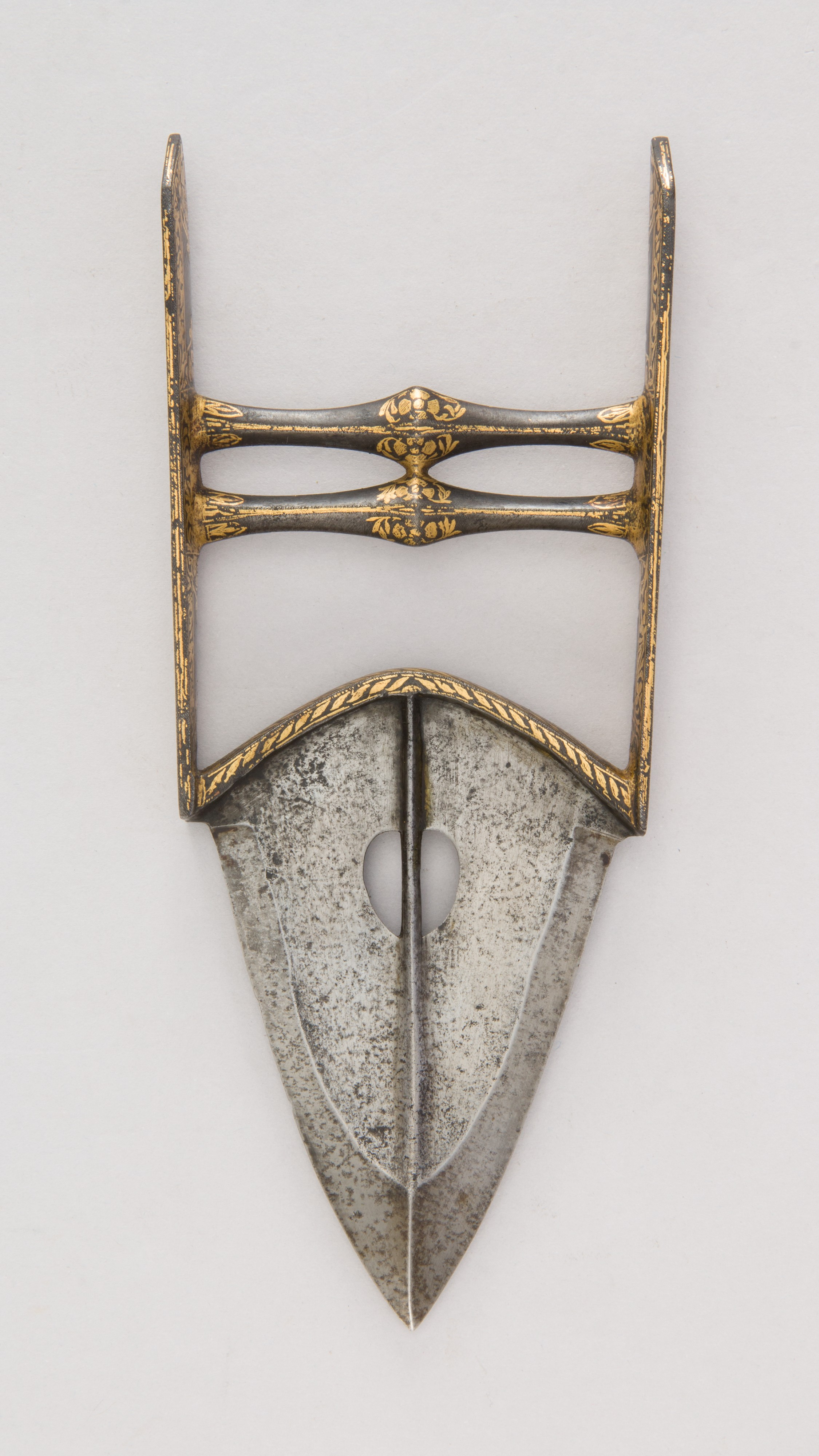
Katar der Grundform (Urdu katar), Metropolitan Museum of Art Inventar-Nr. 36.25.1074
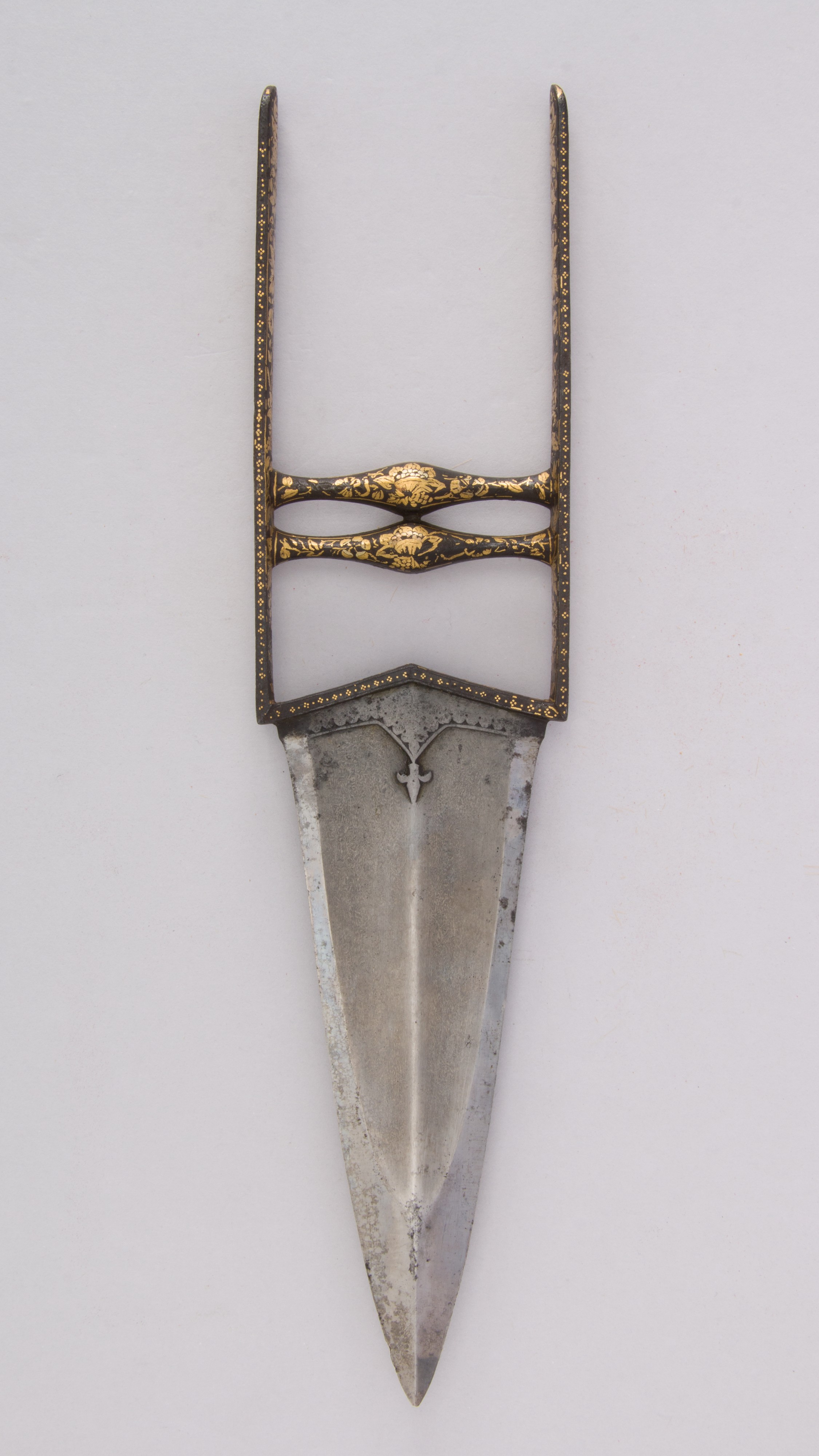
Katar der Grundform (Urdu katar), Metropolitan Museum of Art Inventar-Nr. 36.25.693
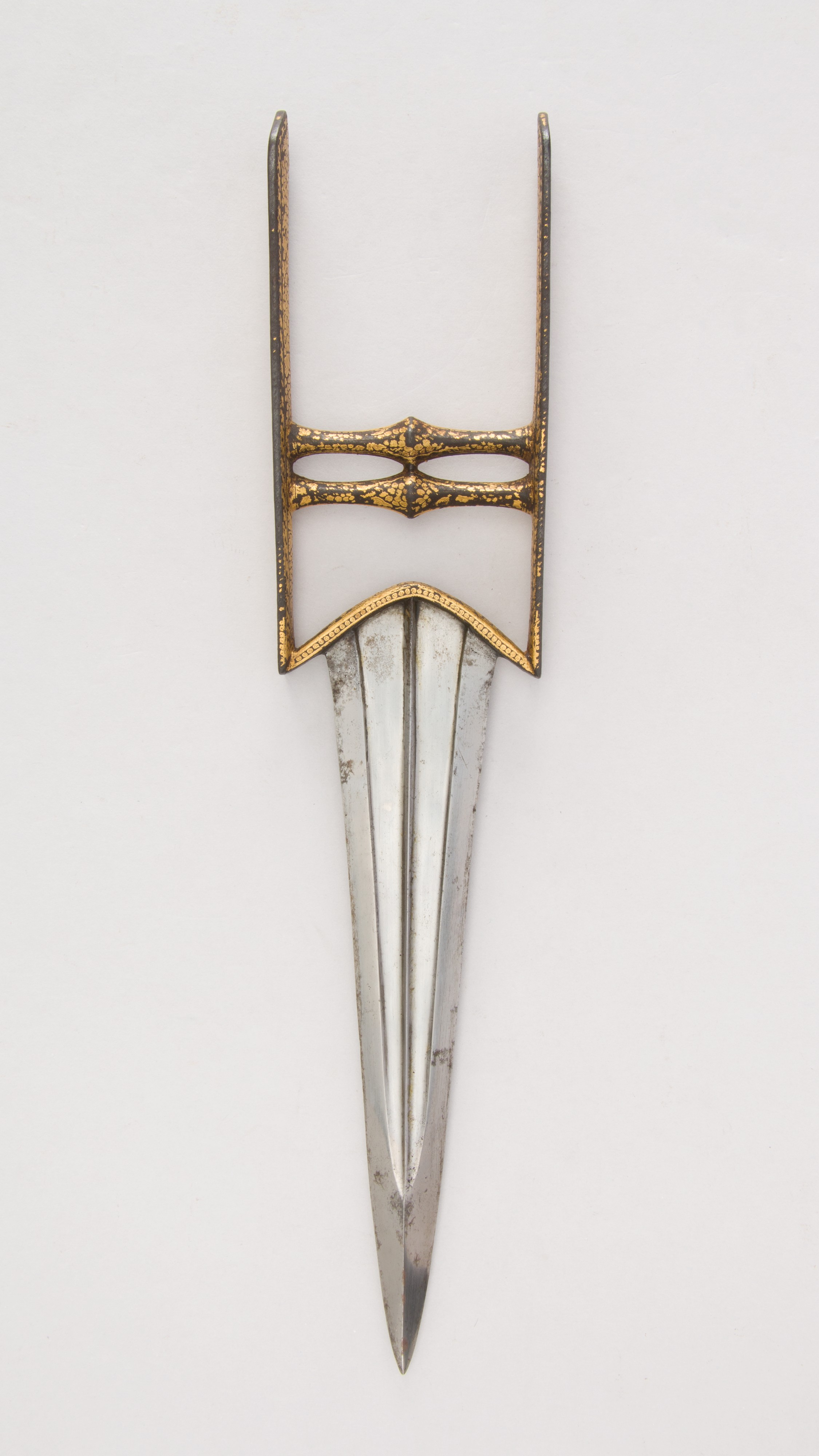
Katar der Grundform (Urdu katar), Metropolitan Museum of Art Inventar-Nr. 36.25.1071
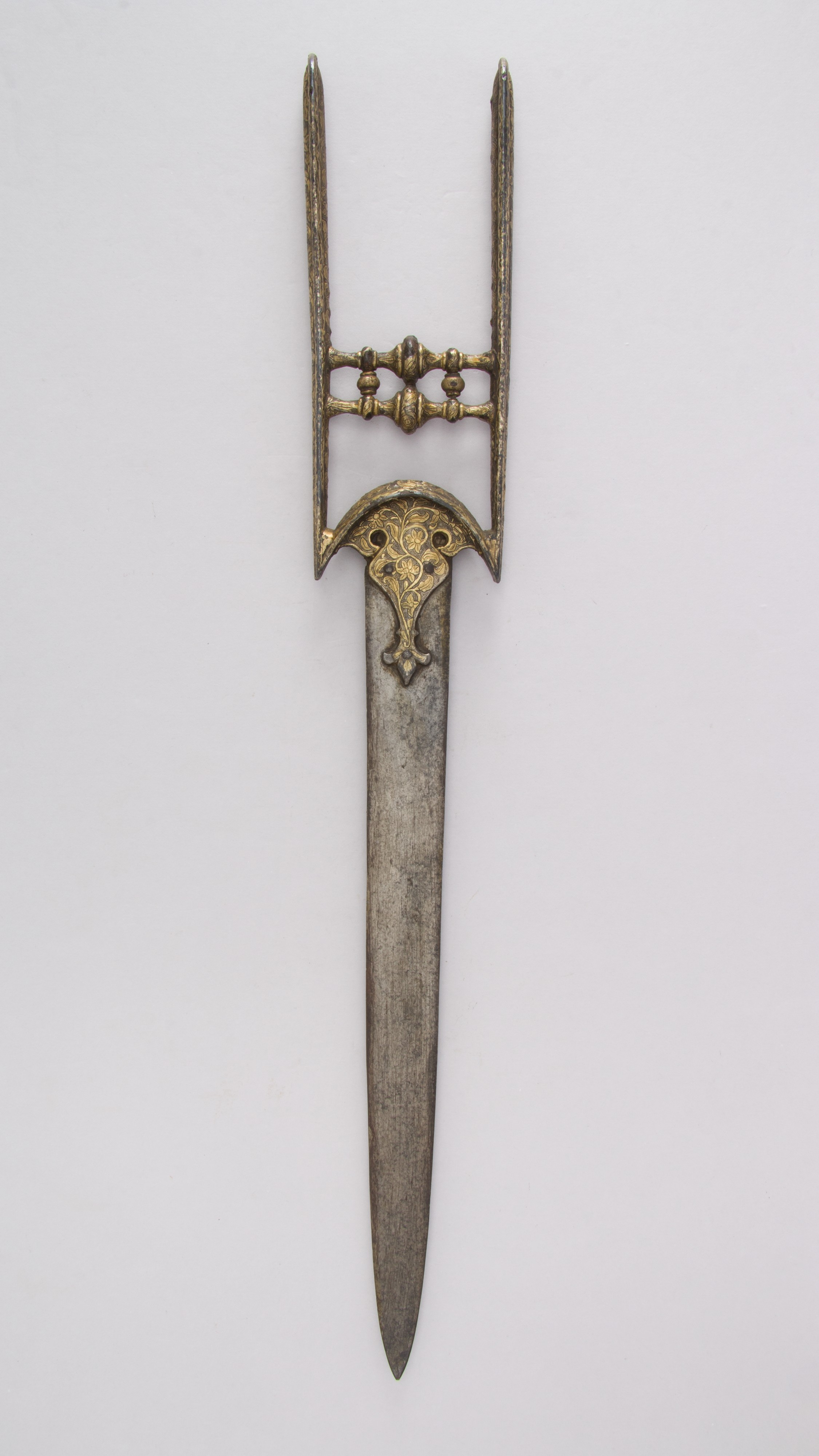
Katar der Grundform (Urdu katar), Metropolitan Museum of Art Inventar-Nr. 36.25.938

### Varianten
Unterarten des Katar haben teils ungewöhnliche Klingenformen und sind zum Teil als Kombinationswaffen ausgelegt.
Die Liste von Typen des Katar gibt einen Überblick über die Typologie dieses Dolches.
| -                 | Katar (Dolch)                                         | Katar (gebogene Klinge)            | Eingeschobener Katar | Dsulfiquar Katar                                  | Dreiklingen-Katar                        | Scherenkatar                                                                          | Kapuzenkatar                         | Pistolenkatar                                            | Kombinierter Säbel-Katar                                              |
| ----------------- | ----------------------------------------------------- | ---------------------------------- | -------------------- | ------------------------------------------------- | ---------------------------------------- | ------------------------------------------------------------------------------------- | ------------------------------------ | -------------------------------------------------------- | --------------------------------------------------------------------- |
| Bild              |                                                       |                                    |                      |                                                   |                                          |                                                                                       |                                      |                                                          |                                                                       |
| Anmerkung         | Grundform (gerade Klinge: Urdu katar)                 | gebogene Klinge engl. rounded      | eingeschobene Klinge | Doppel-Klingen teils geflammt, vergl. Dhū l-faqār | Katar mit drei Klingen                   | scherenförmige Klingen                                                                | Katar mit kapuzenförmigem Handschutz | Katar mit Pistole(n), Kombinierte Waffe                  | Katar mit langer Klinge säbel- oder degenförmig, teils mit Handschutz |
| Alternativ- namen | Khuttar, Jamadhar und weitere s. Artikel und Wikidata | engl. rounded katar arab. jam khak | slided katar         | Jamadhar-Daulikaneh                               | engl. katar with two side bichuwa-blades | dreizüngiger Schlangenzungen Khuttar, scissors- or, folded-katar, jamadhar sehlikaneh | hooded katar                         | engl. pistol-katar, dagger-cum-pistols Jamadhar-Tamancha | sword-katar                                                           |

Die Stichwaffe Pata (englisch gauntlet-sword) zeigt konstruktive Ähnlichkeiten zu Kapuzenkataren mit Schwertklingen. Der Jamadãda in Maratha hat eine dicke Klinge mit gerader Schneide und kann bis 42 cm lang sein.

### Benennung
Tamilische Worte wie kaṭṭāri (கட்டாரி) oder kuttuvāḷ (குத்துவாள்) bedeuten in etwa „Stoßklinge“ und werden als Ursprung der Bezeichnung „Katar“ angenommen.  Neben dem Urdu-Wort katar (auch als  Qattāra, Coutar, Katyãra, Kaṭṭāri, Katah, Koutah, Kutah, Khuttar, Kutar geschrieben) haben sich andere Bezeichnungen als Sammelbegriff eingebürgert: Bundi Dolch, Jamadhar, Jemdhar, Yakopu oder Zungendolch. Die Benennungen gehen teilweise auf sanskritbasierte Namen zurück, die bei der Erfassung von Museumsbeständen in jeweilige Landessprachen übersetzt wurden. Im englischsprachigen Raum sind beschreibende Benennungen üblich. Wootz-katar bezeichnet keinen Typen, sondern das Material der Klinge (Wootz-Stahl).

## Geschichte
Ob es sich bei dem im  Rigveda erwähnten Yamadamṣṭra um einen Katar handelt, scheint unklar. Das Wort wird als „Todeszahn“ übersetzt, allerdings wird diese Übersetzung von Printz bezweifelt. Apte und Racinet führen die Katyãra-Waffen unter den typischen Handwaffen der Marathen auf.
Die früheste bekannte Erwähnung als „qattāra“ stammt aus dem Reisebericht (1325–1354) von Ibn Battūta. Er beschreibt, wie der Äthiopier Badr, Sklave von Qatam, dem Sultan von Janbĩl und Statthalter von 'Alãbũr, bei einem Überfall von einem Dorfbewohner mit einem Katar getötet wird. Diese Waffe sei ein Eisenstück, das einer Pflugschar ähnele, in die ein Mann seine Hand einführe, womit sein Unterarm bedeckt sei, mit einer zwei cubits langen Spitze (ca. 1 m). Ein Schlag mit dieser Waffe sei tödlich. Diese Beschreibung passt jedoch besser auf eine Pata, soweit der dreifachen Übersetzung überhaupt zu trauen ist.

## Verwendung

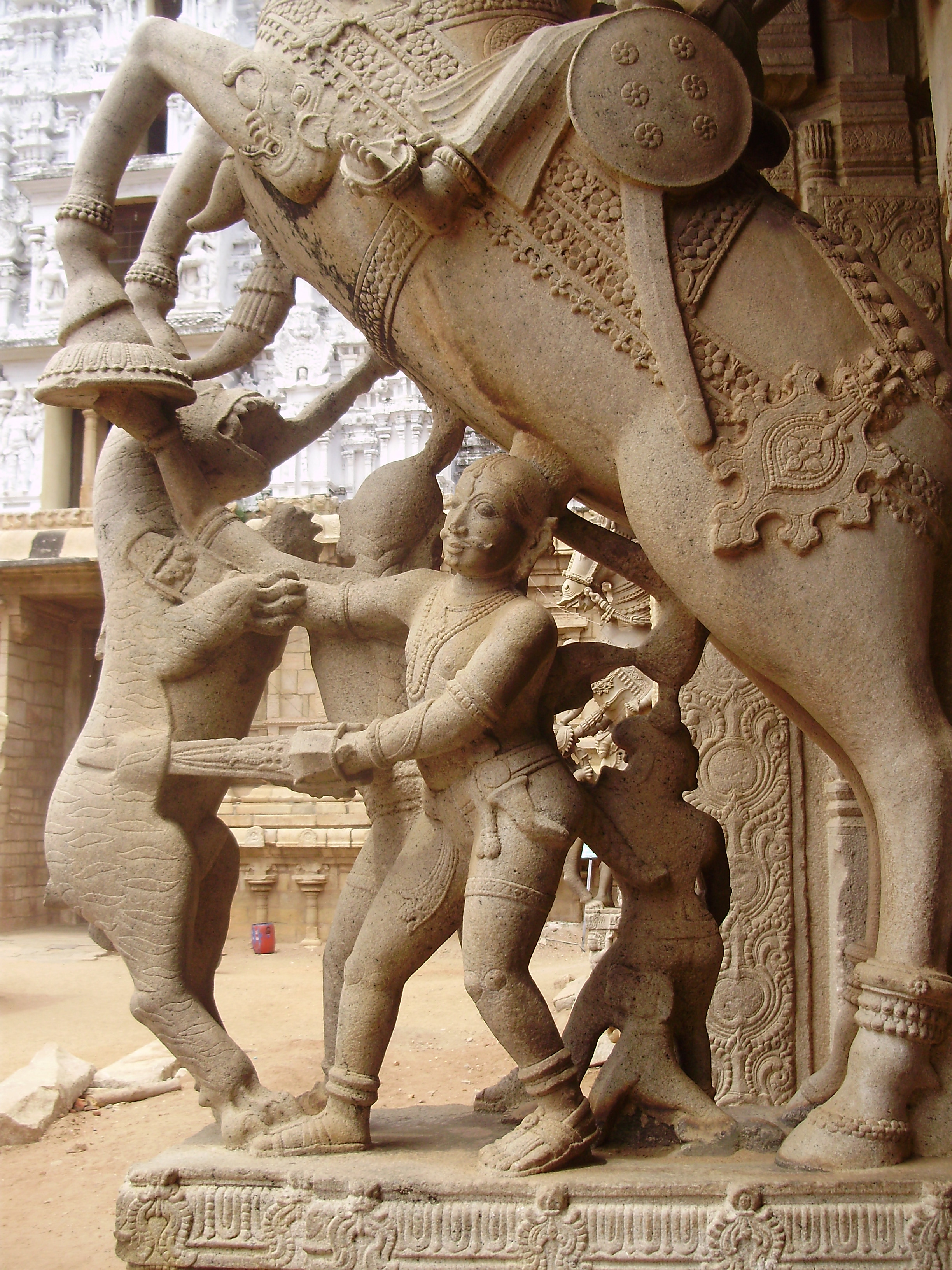
Nutzung eines Katar bei der Tigerjagd. Relief im Sri-Ranganathaswamy-Tempel

Die Verwendung des Katar im Nahkampf wird gelegentlich in Skulpturen indischer Tempelanlagen gezeigt. Vor dem Beginn der britischen Vorherrschaft in Indien nach dem Dritten Marathenkrieg wurde der Katar in Maratha gewöhnlich im Nahkampf eingesetzt. In der Mogul-Armee führten einige Adeligen einen Katar, ein Dolch (jamdhar oder khanj) war aber weitaus geläufiger. Später wurden teils prunkvoll geschmückte Exemplare als Statussymbol oder im Nahkampf genutzt. Übungen mit dem Katar blieben ein Bestandteil im Waffentraining der indischen Kampfkunst Kalarippayat. Eine besondere Rolle spielt der Katar bei Hochzeitszeremonien der Devadasi. Dabei wird von älteren Frauen ein Katar („kaṭṭāri“) aus einem Tempel geholt, zum Haus der Braut gebracht und dort gesegnet. Anschließend erhält die Braut den Katar, worauf die Hochzeitszeremonie folgt.
Der Kaṭār wird in Devgarh  als Bestandteil von Jagdausrüstungen des frühen 19. Jahrhunderts genannt, zusammen mit Schwert, Säbel (tulwar) und Messer (chura); die Scheide enthielt ein Fach für Opium. Ein Gemälde von ca. 1760 aus Rajasthan zeigt Maharadscha Kumar Isri Singh, der ein Krokodil mit einem Katar tötet. In einer Illustration des Mahabharata aus der ersten Hälfte des 19. Jahrhunderts wird ein Tiger mit beidhändig geführten Kataren erlegt. Auf Schnitzereien in dem Tempel Devi-Kothi wird ein Katar bei der Löwenjagd eingesetzt.
Auch Dämonen sind manchmal mit Kataren bewaffnet, können damit aber gegen göttliche Wesen nichts ausrichten.

### Scheiden
Aus dem 17. Jahrhundert sind metallverzierte hölzerne Scheiden bekannt, entsprechende Exemplare im Mogul- oder Dekkan-Stil befinden sich etwa in der Al-Sabah Sammlung im Kuwaitischen Nationalmuseum. Ein Moguldolch des 17. Jahrhunderts im Metropolitan Museum of Art hat eine Scheide aus vergoldetem Leder. Hölzerne Scheiden waren unter anderem im 18. Jahrhundert in Gebrauch, wie ein samtüberzogenes Exemplar aus dem British Museum belegt.

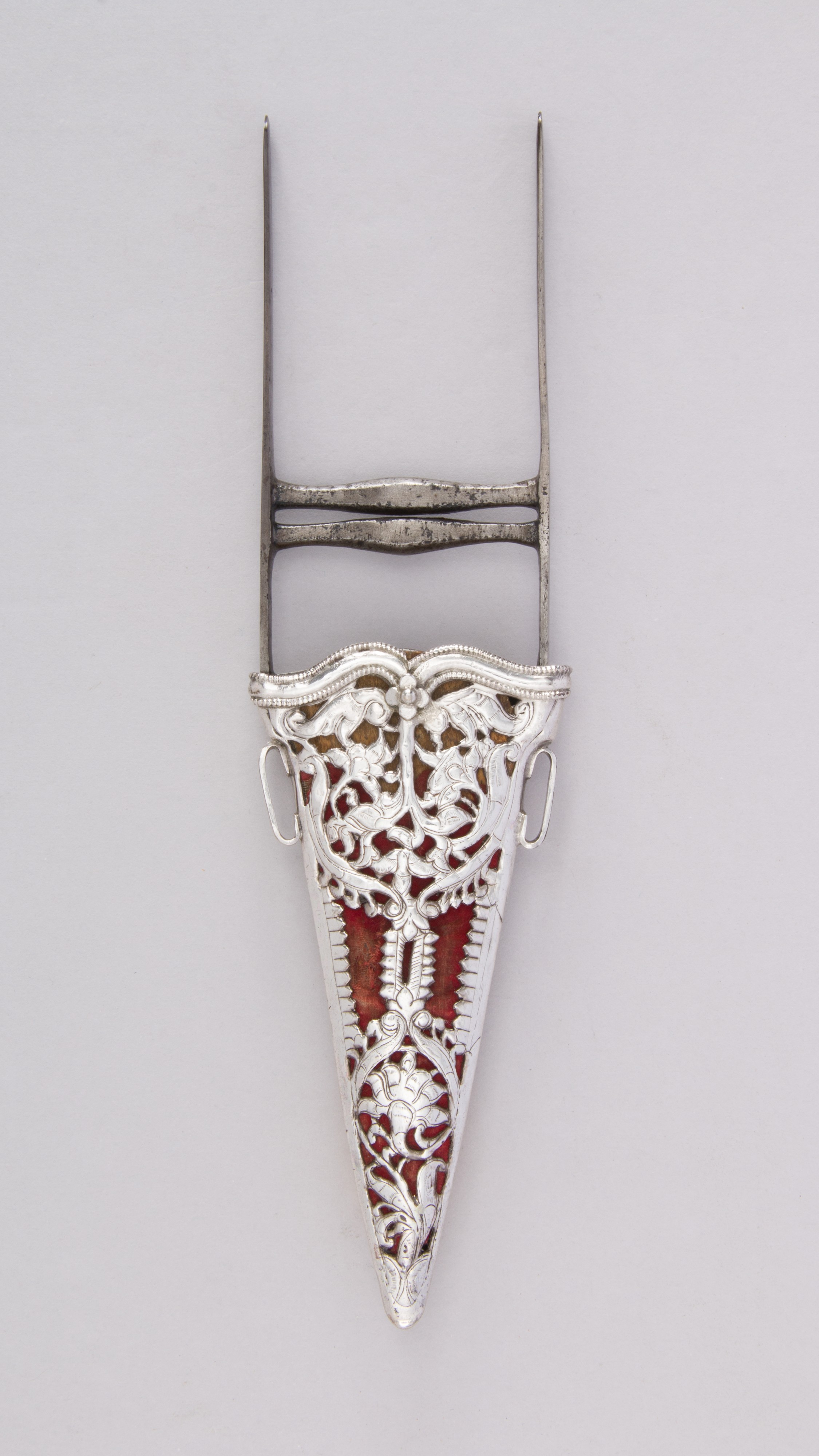
Katar mit Scheide, Metropolitan Museum of Art Inventar-Nr. 36.25.698
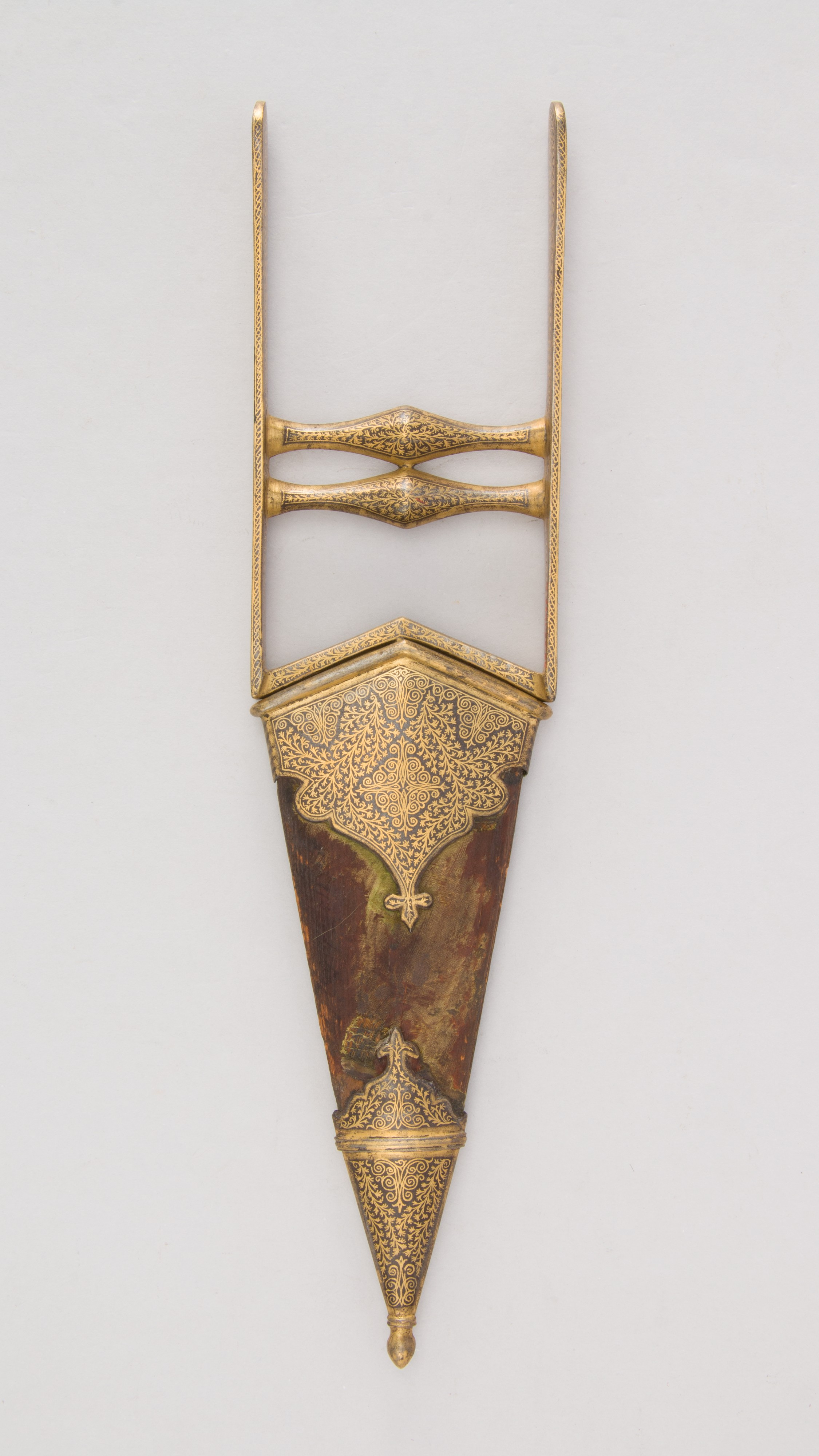
Katar mit Scheide, Metropolitan Museum of Art Inventar-Nr. 36.25.1075
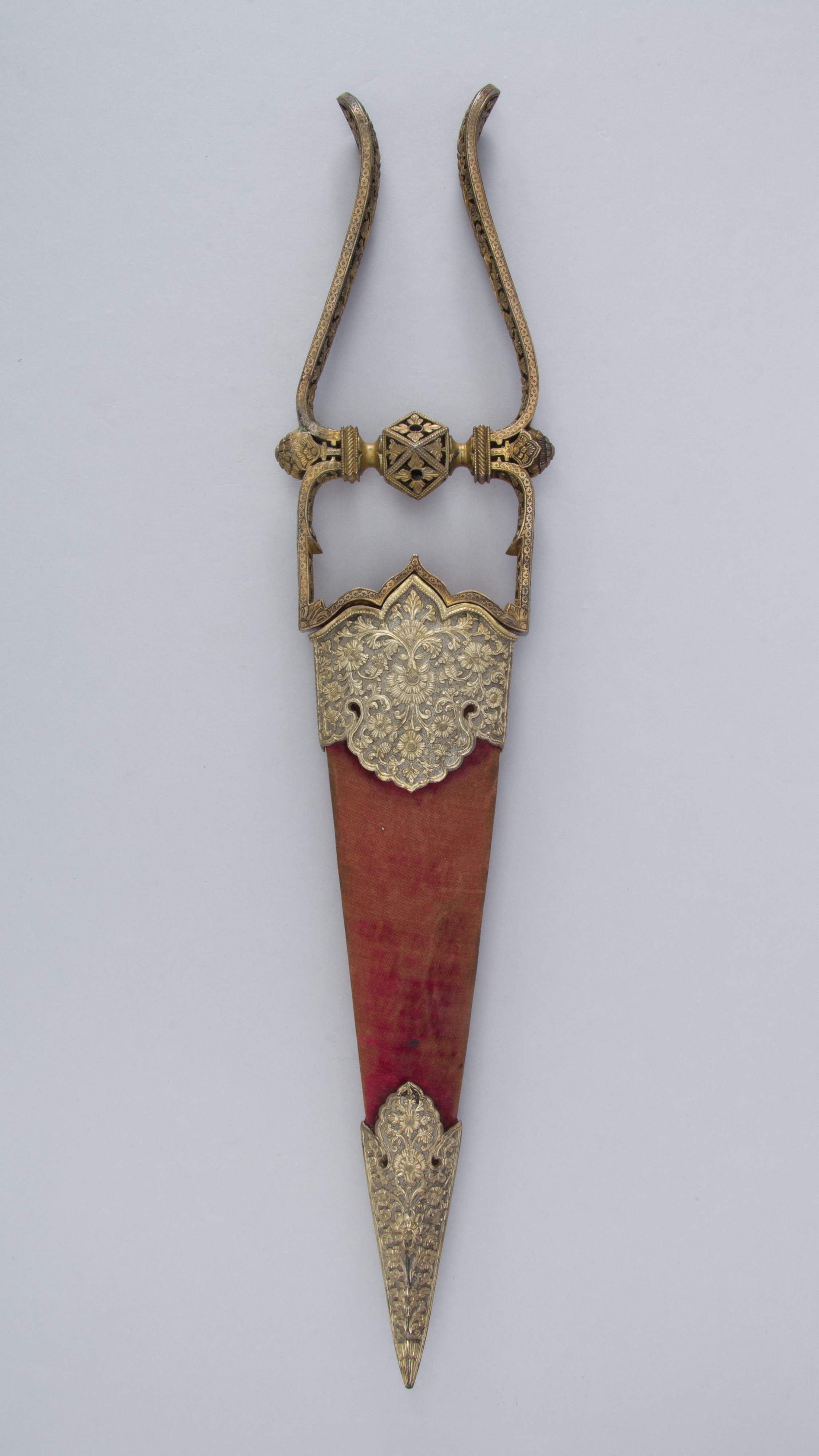
Katar mit Scheide, Metropolitan Museum of Art Inventar-Nr. 36.25.720
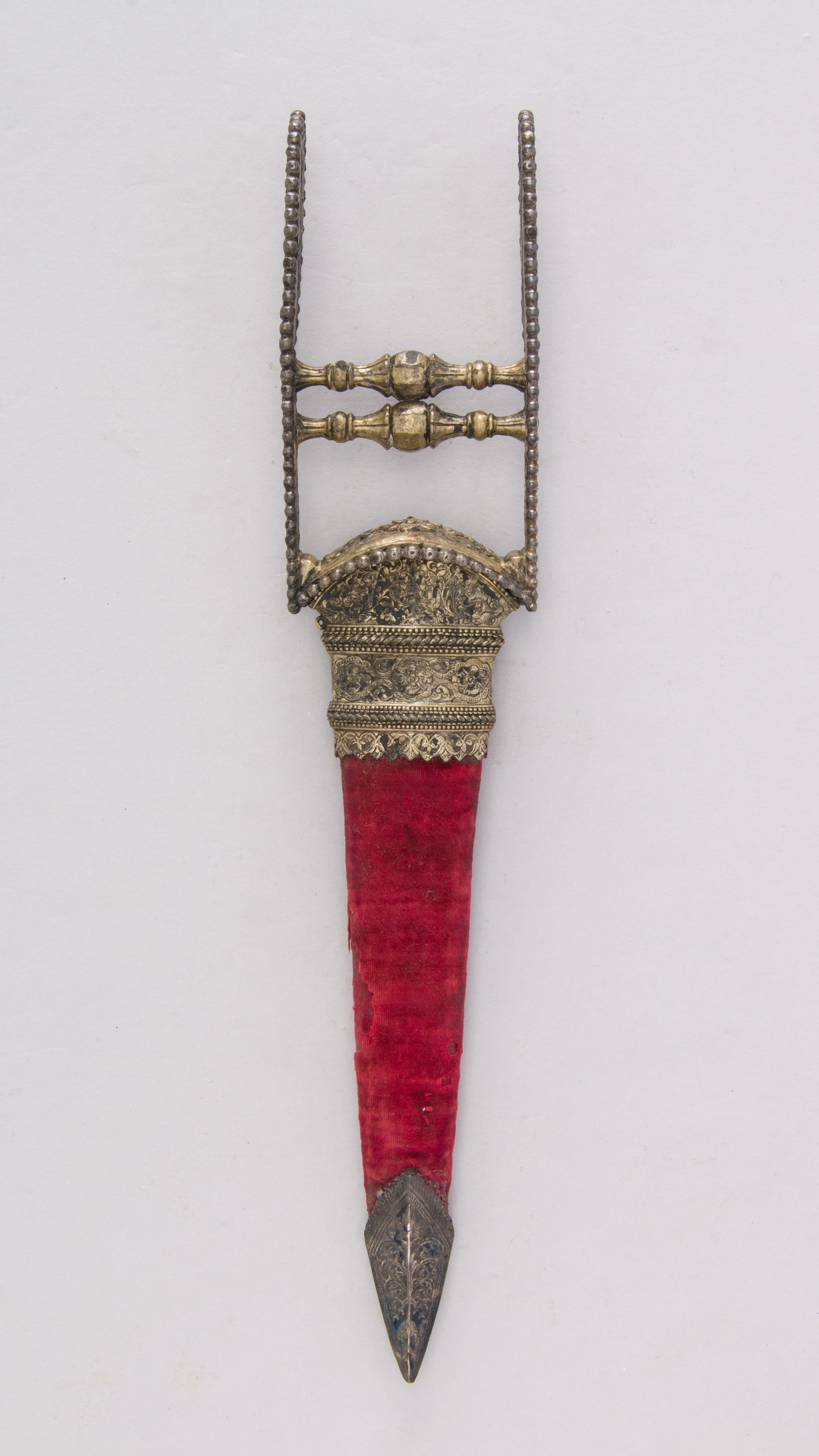
Katar mit Scheide, Metropolitan Museum of Art Inventar-Nr. 36.25.946

## Museen und Sammlungen
Als Kunst- und Sammlungsgegenstände wurden Katare in den Industrienationen geschätzt, was Ende des 19. Jahrhunderts internationale Ausstellungen in Kalkutta und Delhi zeigten. Die Weltausstellung Calcutta International Exhibition (1883) und die Indian art at Delhi (1903) präsentierten Katare als Kunstobjekte und zum Verkauf. Das Nationalmuseum Neu-Delhi zeigte vom 19. Oktober 2017 bis zum 5. November die Ausstellung „Decorated Arms & Armours“, in der auch Katare ausgestellt wurden. Diese waren auch in der Ausstellung „The Royal Hunt: Courtly Pursuits in Indian Art“ des Metropolitan Museum of Art vom 20. Juni–8. Dezember 2015 vertreten. Das Metropolitan Museum of Art in New York, das Nationalmuseum Neu-Delhi, die Royal Armouries und das Kuwaitische Nationalmuseum besitzen umfangreiche Bestände von Kataren. 

## Rezeption
Katare in Grund- und Schmuckformen sind in der Literatur und anderen Medien relativ bekannt. Darüber hinaus werden Katare unterschiedlicher Formen in etlichen Filmen, Videospielen, Mangas und Massively Multiplayer Online Role-Playing Games dargestellt.